# Дальнобойщики 2 (игра)
«Дальнобойщики 2» — компьютерная игра в жанре симулятора водителя-дальнобойщика с элементами экономической стратегии, разработанная студией SoftLab-NSK и изданная компанией «1С» 17 апреля 2001 года на персональных компьютерах под управлением операционной системы Windows. Официально была анонсирована как «симулятор жизни профессионального водителя большегрузных машин». В США издана под названиями Hard Truck 2 (бета-версия 5.5) и King Of The Road (версия 1.3 на основе российской версии 8.1); в Литве — Kelyje II, в Португалии — Truck Racing 2001: Os Gigantes da Estrada.
16 мая 2003 года была выпущена дополненная версия игры, в которой по заверениям разработчиков были учтены пожелания многих фанатов. Входит в серию автосимуляторов «Дальнобойщики», состоящую из трёх игр: «Дальнобойщики: Путь к победе», «Дальнобойщики 2» и «Дальнобойщики 3: Покорение Америки» (есть также игра — экономическая стратегия в реальном времени «Дальнобойщики: Транспортная компания»).

## Игровой процесс
Смысл игры заключается в развитии игроком своей компании по грузоперевозкам и приёме под своё руководство персонал рабочих-дальнобойщиков по перевозкам в определённом игровом районе, представляющем собой сеть дорог, соединяющем ряд населённых пунктов. Игровой процесс является абсолютно непрерывным без перерыва на отдельные миссии и каких-то сюжетных пауз: в игре реализована смена дня и ночи, а также есть возможность установки вероятности дождей и ветра. Изначально игрок не имеет сотрудников своей компании, а его начальный капитал составляет 40000 долларов. В каждом населённом пункте данного игрового района есть базы, откуда требуется перевозить грузы в другие населённые пункты этого же района. У игрока при перевозке грузов с баз будут иметься конкуренты, чьё число варьируется от сложности игры. Если игрок приедет раньше других, не повредив груз и уложившись в срок, то получит максимально возможную денежную премию и лицензию на наём водителя.
Лицензия на наём водителя является обязательным, но не достаточным условием: игроку также необходимо иметь сумму денег, эквивалентную стоимости автомобиля рабочего, который нанимается, и определённую сумму для выплаты ему зарплаты. Нанять рабочих можно с определённых стоянок в различных местах района. После найма рабочий отправляется на ближайшую базу за товаром: игрок выплачивает ему зарплату, которая постепенно растёт, а рабочий, доставляя вовремя груз, приносит прибыль. Срок времени действия лицензии всегда ограничен несколькими минутами. Игрок также может зарабатывать деньги перевозкой дополнительных грузов, которые изначально находятся вне пределов базы, но за них лицензии на наём не даются. Лицензии на наём можно также получить, приняв участие в автогонках на специальной кольцевой трассе, выиграв заезд и получив денежный приз.
Помимо этого, игрок должен содержать свою машину — заправлять её на АЗС и ремонтировать на СТО или же с помощью других водителей и аварийных служб. За заправку и ремонт машины снимается определённая сумма денег с игрового счёта игрока. Игрок может покупать другие машины: текущая его машина будет заменена купленной, и если купленная будет дороже, то со счёта игрока снимутся деньги, а если дешевле — то добавятся (разница между стоимостью покупаемой и стоимостью продаваемой). Также можно меняться местами с нанятыми в свою компанию рабочими (но только на фургонах, а не на тягачах) — автоматически игрок займёт место другого водителя вне зависимости от того, где бы тот ни был, и сможет включиться в его гонку, если таковая есть. Помимо всего, по данному району будут периодически попадаться милицейские машины и джипы бандитов, которые при определённых случаях могут значительно повлиять на игровой счёт, взятый груз игрока и целостность его машины.
Игрок одержит победу, если в его компании будут работать более половины водителей данного района (51 %). Игрок может как остановиться на этом, так и продолжить играть уже в своё удовольствие. Полностью игру можно будет пройти, если игрок захватит в свою власть весь рынок грузоперевозок данного района. Игра будет считаться проигранной и оконченной в следующих случаях:
- игрок обанкротится (потеряет все свои деньги и уйдёт в минус);
- автомобиль игрока будет уничтожен безвозвратно (разбит, сожжён, утоплен)[2], либо же игрок купит окончательно подержанную машину, непригодную к ремонту.

## Игровые объекты
- АЗС — на них можно заправить автомобиль топливом, а также доставить топливо с нефтебазы в качестве заказа[2][4][5].
- СТО — на них можно не только отремонтировать автомобиль, но и произвести его улучшение[2][4][5].
- Нефтебазы — на них можно взять в качестве груза топливо и доставить его на указанную АЗС. За доставку груза передаётся неплохая сумма (без лицензии на наём), но груз весьма взрывоопасен.
- Топливные цистерны — представляют собой лежащие в произвольных местах (на обочинах и т. д.) цистерны с надписью «Fuel». Подъехав к ним, можно заправить свою машину по цене ниже, чем на АЗС. Кроме того, цистерны, как правило, лежат далеко от АЗС, что позволяет заправиться, не доезжая до заправки.
- Справочные киоски — находятся вблизи складских терминалов. Подъехав к ним, можно узнать, какие грузы и через какое время будут готовы к перевозке. Благодаря этому можно выбрать наилучший груз.
- Полуприцепы — можно встретить на обочинах дорог или в населённых пунктах. Бесплатны. Необходимы для перевозки грузов на седельных тягачах[6]. Стоит учесть, что для седельного тягача «Шторм Т2310» существует свой специальный активный полуприцеп, который не взаимозаменяем с полуприцепами для обычных тягачей. На седельном тягаче «Шторм» также нельзя перевозить цистерны с горючим.

### Базы
Игрок находится в изолированном, но достаточно крупном по площади игровом регионе, точный прототип которого не установлен (есть версия о том, что за основу была взята Новосибирская область или Алтайский край). В игре насчитывается одиннадцать баз, девять из которых находятся в населённых пунктах, и две за их пределами:
1. Южный (в зарубежных версиях — Саутгейт; англ. SouthGate). Город, в котором начинается игра. Игроку доступны база; аэропорт (без доступа на взлётные полосы), куда согласно вступительному ролику в версиях игры до 7.4, игрок подвозил уезжающего из региона дальнобойщика, и автостоянка.
2. Залесск (в зарубежных версиях — Вествуд; англ. WestWood). Посёлок, в районе которого находится гоночная трасса, а также автостоянка. В нём самом есть база, АЗС и жилые дома. Находится к северо-северо-западу от Южного.
3. Ельнино (в зарубежных версиях — Сент-Хелена; англ. St. Helena). Посёлок, расположенный севернее Залесска, единственный в игре населённый пункт, в пределах которого есть развилка — трассы Залесск-Бухта и Ельнино-Приозерск. Игроку доступны автостоянка, база и жилые дома.
4. Ключи (в зарубежных версиях — Сэндиранч; англ. SandyRanch). Село, расположенное на грунтовой дороге к северо-востоку от Ельнино. Почти всегда его база в роли груза предлагает сельскохозяйственную продукцию.
5. Бухта (в зарубежных версиях — Нортхарбор; англ. NorthHarbor). Морской порт, расположенный северо-восточнее Ключей. Возле него есть СТО и автостоянка.
6. Приозерск (в зарубежных версиях — Меркьюри; англ. Mercury). Город, расположенный в самой середине карты, к юго-востоку от Ельнино, и югу от Бухты; единственный населённый пункт, имеющий объездную трассу. Недалеко от него присутствуют три развилки, на всех из них дороги пересекаются с этой объездной трассой — это шоссе, ведущие из Ельнино, Бухты и Южного. Игроку доступны база, АЗС, жилые дома и автостоянка. Иногда в одном из его дворов можно найти контейнер Super Cargo.
7. Шахты (в зарубежных версиях — Футхилл; англ. Foothill). Посёлок, расположенный к северо-востоку от Южного, один из трёх населённых пунктов, жилая зона которого недоступна для игрока — путь к ней перекрыт бетонными блоками. Игроку доступны база и летнее кафе.
8. Боровое (в зарубежных версиях — Ривервэлли; англ. RiverValley). Посёлок, находящийся к северо-востоку от Шахт, его жилая зона также перекрыта бетонными блоками. Игроку доступны база, летнее кафе, и автостоянка, расположенная на холме напротив базы.
9. Нижнегорск (в зарубежных версиях — Иствуд; англ. EastWood). Посёлок, расположенный восточнее Бухты и северо-восточнее Борового. Жилая зона расположена за рекой, и, соответственно, недоступна игроку для проезда. Доступна база и автостоянка.
10. Горный (в зарубежных версиях — Виндклифф; англ. WindCliff). Город, расположенный на горном серпантине, к юго-востоку от Нижнегорска. Игроку доступны автостоянка, база, жилые дома и летнее кафе. К югу от Горного находится ГОК «Алмазный», на который игрок по основной дороге не может попасть без груза, иначе его обстреляют[4].
11. Алмазный (в зарубежных версиях — Грейстоун; англ. GreyStone). Горно-обогатительный комбинат, расположенный в глубине пустыни[a]. Возле комбината есть база и СТО. База предлагает к погрузке исключительно минералы — привлекающие внимание мафии грузы. Среди них доступны уголь и алмазы — последние хорошо оплачиваемы. Без груза доступ по основной дороге в данный населённый пункт запрещён, в противном случае автомобиль игрока будет расстрелян штурмовым вертолётом.

### Гоночная трасса
Недалеко от Залесска находится перекрёсток со светофором, один из поворотов которого ведёт на гоночную трассу «Кольцо», на которой регулярно проводятся гонки. О проведении гонки можно узнать из сообщения типа «На Кольце через … минут будут гонки!», присланного на пейджер игрока. Участвуют всегда пять автомобилей (обычно тягачи): необходимо проехать 3 круга, пройдя все контрольные точки, и финишировать первым. Главный приз — $20 000 (с версии 8.0 — $5 000) и 1, 2 или даже 3 лицензии на наём водителя. Игроку, не пришедшему первым к финишу, не достаётся ничего.

### Грузы
Доставка грузов — основа всей игры. Время на перевозку любых грузов ограничено, и если не успеть до его окончания довезти груз, то перевозка окончится и последует выплата денежной неустойки. Если игрок доставит груз вовремя, то получит денежное вознаграждение. Однако грузы в игре обладают хрупкостью: при каждом столкновении машины с препятствиями груз будет разбиваться, а на экране будет показываться процент повреждения груза. Чем больше повреждён груз, тем меньше будет итоговый гонорар. Если повреждения достигнут 100 %, то с игрока автоматически спишется неустойка и заказ будет аннулирован.
- Обычные грузы, как правило, берутся на складских терминалах в каждом населённом пункте. При их перевозке имеется конкуренция[4] (до 8 конкурентов), и если игрок первым привезёт груз, то ему будет дана лицензия на наём одного или более водителей. Денежный приз игрок получит в любом случае, независимо от того, каким по счёту он доставит груз, однако стоимость будет снижена по сравнению с тем, кто придёт первым (2/3 от максимальной суммы)[6].
- Специальные грузы представляют собой контейнеры с надписью «Super Cargo» — они малозаметны и находятся обычно в труднодоступных местах. За их доставку объявляется сумма намного большая, чем за доставку обычного груза. В отличие от погрузки на терминалах, где можно взять только один груз, таких контейнеров можно взять на борт одновременно два (можно также один дополнительно к уже взятому на терминале грузу, но не наоборот). В доставке таких грузов отсутствуют конкуренты, но за них не даётся лицензия на наём. Специальные грузы всегда находятся в определённых точках на карте. Время доставки специального груза намного меньше по сравнению со временем доставки обычного, поскольку рассчитывается с учётом использования игроком скрытых дорог.
- Грузы в трейлерах перевозятся седельными тягачами. Трейлеры с такими грузами отображаются на карте: при проезде рядом с ним на тягаче без полуприцепа высветится информация о грузе. Трейлер можно доставить в место назначения без особых проблем, так как конкуренты в их доставке отсутствуют, но и лицензию игрок не получит. После доставки груза полуприцеп останется прицепленным к тягачу и можно будет далее ездить с ним. Трейлеры на базах всегда пустые[6].

При взятии любого груза с баз есть риск того, что игроку дадут некий нелегальный груз (более вероятность этого возрастает при достижении 26 % перевозок): наркотики, оружие, опасные отходы и фальшивые деньги. Определить нелегальный груз можно, если на автомобиле установлен прибор «Сканер груза» или по его нулевой хрупкости. Они немного дороже обычных, но если взять на борт такой груз, то на всем протяжении пути игрока будет преследовать милиция, которая в конечном итоге может оштрафовать игрока и конфисковать груз, что обернётся ещё и неустойкой. При езде на тягаче есть способ избежать штрафа, отцепив полуприцеп и после этого остановившись, тогда милиция возьмёт нулевой штраф за нелегальный груз, и далее прицепив трейлер назад - груз можно снова везти (аналогично таким же образом можно вовсе избавиться от груза, не платя при этом неустойку). Чем больший процент рынка грузоперевозок занимает игрок, тем выше вероятность взятия нелегального груза. Однако грузы в контейнерах «Super Cargo» или находящиеся в отцепленых трейлерах всегда точно будут легальные.
Грузы на базе формируются в зависимости от грузоподъёмности машины, объёма её кузова (объём полуприцепов одинаков) и плотности груза. Грузы бывают либо тяжёлыми, либо объёмными: они занимают до 85 % от максимальной грузоподъёмности или максимального объёма кузова соответственно. На разных автомобилях один и тот же груз может быть как тяжёлым, так и объёмным. Специальные грузы формируются в зависимости от загрузки машины по весу и объёму. Вес тяжёлых специальных грузов составляет 85 % от остаточной грузоподъёмности машины. Объёмные специальные грузы занимают 85 % от свободного объёма кузова. Соревноваться за места удобнее, имея в кузове объёмный груз, поскольку максимальная скорость и ускорение машины снижаются пропорционально весу груза. От перевозки любого груза в любой момент игрок может отказаться и сбросить груз, но за это придётся заплатить неустойку.
Начиная с версии 8.0, игрок на легковой машине или ГАЗели может получить груз «Зарплата» — дорогой, но привлекающий мафию. В самом начале игры на легковом автомобиле типа «Джип» его обычно можно взять на базе и таким образом неплохо заработать (порядка 15 тысяч долларов). Из грузов бандитов также могут привлечь алкогольные напитки, табачные изделия, электроника, драгоценности, минералы и т. п. Чем больший процент рынка грузоперевозок занимает игрок, тем выше вероятность нападения (она достигает максимума, если игрок набрал 51 % перевозок). В самом начале игры сама мафия фактически не нападает, если, конечно, игрок сам не спровоцирует нападение, врезавшись в её автомобиль.

### Дороги
Все населённые пункты связаны между собой дорогами, которые видно на карте. Почти все дороги имеют асфальтовое покрытие, за исключением дороги Ельнино — Ключи — Бухта, где представлена песчаная дорога, и часть маршрута Горный — Алмазный, где фактически нет дороги, а есть только пустошь, по которой едут грузовики. На определённых участках время от времени фиксируются обрушения, провалы и затопления, а также проходят ремонтные работы (в последнем случае перед ремонтируемым участком выставляется каток, а на самом северном участке игрового мира также работает сварщик, занятый соединениями расположенных на высоте массивных труб). Перекрытия путей следования усложняют жизнь дальнобойщикам и заставляют их искать обходные пути (при этом сообщения о закрытии того или иного направления приходят участнику на пейджер).
При этом в игре присутствуют и скрытные дороги, которые можно обнаружить, если свернуть с основной дороги в сторону, а после прохождения они отображаются на карте. В ряде случаев это позволяет сократить путь и обогнать конкурентов, тем самым заработав деньги быстрее. Конкуренты не умеют ездить по скрытым дорогам: если повернуть на виду у них, они могут поехать за игроком, но довольно быстро отстанут или развернутся. Если на хвосте окажутся милиция или бандиты, то они могут ехать за игроком на всем протяжении скрытой дороги. Скрытые дороги часто проходят по опасным местам (например, по лесам, рекам и болотам), где можно утопить или разбить машину. Специальные грузы, как правило, появляются именно на таких скрытых дорогах.
Среди известных скрытых дорог выделяются:
- О существовании секретной дороги между населёнными пунктами Шахты и Алмазный без указания конкретного места говорится во вступительном видеоролике. Она представляет собой сеть заброшенных шахт, с помощью которой можно значительно опередить соперников, доставляя груз в Алмазный, а также просто проехать в обход блокпоста. Дорогу можно использовать и для перевозки грузов из Алмазного в ряд населённых пунктов, но при перевозке грузов из Нижнегорска или Горного (или обратно) она не даёт преимущества. На дорогу выйти недалеко от тоннеля между Шахтами и Боровым. Обрушения могут фиксироваться и на данной дороге.
- Ещё одна популярная скрытая дорога позволяет быстро попадать из Залесска в Приозерск и обратно, срезая путь через лес — по основной трассе придётся делать большой крюк в сторону Южного и Шахт. В лесу находятся несколько цистерн с топливом, также могут встречаться контейнеры типа «Super Cargo».
- Две скрытые дороги между трассами Приозерск — Бухта и Боровое — Нижнегорск позволяют быстро доставлять грузы из Приозерска в Боровое, однако игроку придётся проехать болото, в котором фургон может увязнуть, а тягач — нет (только один из маршрутов позволяет проехать болото на фургоне, не увязнув).
- Скрытая дорога у одного из мостов на трассе Приозерск — Ельнино, ведущая к аналогичному мосту на трассе Приозерск — Бухта, которая позволяет доставлять грузы быстрее, чем по основной дороге. Дорога проходит через реку, и есть риск того, что грузовик утонет. Проехать можно только по определённому участку, который отражается под водой.

В игре есть возможность настроить погодные условия, продолжительность времени суток и трафик движения автомобилей: мокрая дорога и залитые стёкла во многом влияют на характеристики каждого грузовика.

#### Развязки
Имеется несколько развязок.
- Самая большая из них — в районе Бухты (пересечение направлений Ельнино — Приозерск и от Бухты к заправке № 21), типа «клевер», правоповоротными соединительными ответвлениями не оборудована, поэтому чтобы повернуть направо (например, следуя из Приозерска в Бухту), соблюдая общепринятые правила (ориентируясь по знакам-указателям), нужно трижды свернуть направо (выезжая на мост-путепровод и проезжая под ним), однако нет проблем свернуть направо перед развязкой, проехав по газону, штраф от милиции за это не предусмотрен, а соперники теряют время правильным прохождением развязки. Соответственно, чтобы повернуть налево (например, от Ельнино в сторону Бухты или от Бухты в Приозерск), нужно один раз съехать по предусмотренной дороге направо или срезать путь, повернув до развязки налево.
- Ещё одна развязка типа «клевер» расположена на трассе между Боровым и Бухтой — в районе ответвления в сторону Нижнегорска.
- На трассе от Борового в сторону Бухты, не доезжая съезда на Нижнегорск, присутствует разворотная развязка.
- Внутри гоночного кольца также имеется путепровод с заблокированным бетонными блоками проездом прямо, дорога следует направо под путепровод, образуя петлю. Далее по маршруту гоночного кольца дорога проходит под ещё двумя путепроводами и одним висячим мостом (движение по которым не реализовано).

## Игровые персонажи

### Нейтральные водители
Нейтральные водители являются NPC и периодически встречаются на дороге или стоянках. Находящихся на стоянках водителей возможно нанять, а в дороге при хорошем раскладе подобные водители помогут с починкой разбитой машины (минимальная стоимость помощи составляет 500 долларов). Женщины-водители с ремонтом никогда не помогают.

### Милиция
Органы правопорядка передвигаются на автомобилях BMW M5, также в их распоряжении есть несколько штурмовых вертолётов Ка-50. Задачей милиции является наказывать игрока за различные нарушения закона, причём они не наказывают никого из NPC за аналогичные нарушения и не преследуют активно бандитов. Нарушениями ПДД и иных законов, на которые моментально реагируют милиционеры, являются следующие действия:
- превышение скорости (иногда автоматически снимается штраф с помощью камеры)
- проезд на красный свет[2]
- ДТП с участием игрока
- движение на ворованном автомобиле
- перевозка нелегальных грузов

Минимальный штраф составляет 500 долларов. При этом не взимаются штрафы за обгон по сплошной и движение по встречной полосе. Если игрок допускает нарушение на виду у патрульного экипажа, ему немедленно приказывают остановиться, а когда он проедет мимо милицейского поста, появляется шипованная полоса, которую в большинстве случаев нетрудно объехать. Если игрок останавливается, с него берётся штраф (в случае перевозки нелегального груза груз конфисковывается). Если не подчиняется — экипаж начинает преследование и предупреждает о намерении открыть огонь на поражение. Если игрок и со второго предупреждения не останавливается — милиция открывает огонь.
Обстрел может быть опасен для хрупких грузов, а в ряде случаев может и поджечь двигатель машины, и тогда она не сможет ехать и будет нуждаться в ремонте. Вертолеты предназначены для водителей, которых не останавливают обстрелы с патрульных машин и шипованные полосы. Они вооружены автоматическими пушками и могут преследовать машину на большой скорости, чем весьма опасны, правда они не улетают далеко от стартовой позиции.
Милицию можно попросить отвязаться за взятку, причём ряд инспекторов могут оштрафовать игрока за попытку дачи взятки (взимается «на ходу»). Начиная с версии 8.0, от преследования милиции можно избавиться, если успеть пересечь границу округа. Милицию также можно попросить задержать конкурента или прикрыть груз от бандитов (за достаточно приличную сумму денег), но это тоже может быть расценено как взятка.

### Бандиты
Бандиты (мафия) передвигаются на чёрных внедорожниках «Кайман» иногда группами до четырёх машин друг за другом. Обычно стоят на обочине и предлагают «поговорить» (появляется соответствующее сообщение на пейджере). Если остановиться, то они могут отнять груз (при этом списывается неустойка) или ограбить игрока на приличную сумму. Если игнорировать предложение — начнут обстреливать машину. В некоторых случаях они могут заминировать дорогу, и тогда машина игрока, наехав на мины, получит серьёзные повреждения (равно как и груз) — они действуют на всех персонажей. За столкновение с бандитской машиной даже на виду у милиции участие в ДТП засчитано не будет. Можно попробовать откупиться за определённую сумму денег от налёта бандитов, связавшись с ними по рации, либо же попросить бандитов ограбить/тормознуть конкурента или купить у них машину (чаще ворованную). Бандиты могут выполнить обещание, а могут, получив деньги с игрока, обмануть его.

### Продавцы
Это персонажи, с которыми можно связаться только по рации, если на стоянке есть хотя бы один продаваемый автомобиль. Их можно попросить помощи с ремонтом автомобиля (по той же цене, что и обычных водителей) или заказать новый. При заказе есть возможность выбрать автомобиль и его окраску из предложенного списка и, оплатив его доставку, пересесть на него в населённом пункте, указанном продавцом при заказе. Продавцы подержанных и ворованных машин предлагают только четыре доступных варианта автомобиля при заказе.
Если продавец торгует на стоянке, то стоимость машины будет максимальной, однако она будет исправной и легальной. Если продавец торгует во дворе либо возле СТО, то стоимость машины будет на 35 % меньше, и она будет подержанной. Если продавец торгует в лесу далеко от шоссе, либо машина заказана у бандитов, то стоимость машины будет на 55 % меньше, и она будет ворованной. Определить подержанную или угнанную машину перед покупкой можно с помощью прибора — сканера груза, который можно установить на СТО. Подержанная машина позже начнёт разрушаться, и её придётся ремонтировать за сумму в 22,4 % от её стоимости (если таковой суммы нет, то либо машина будет отремонтирована частично, либо будет проигран ролик «Восстановлению не подлежит», что приведёт к поражению в игре). В случае управления ворованной машиной милиция может оштрафовать на сумму от 36 до 80 % от стоимости машины; чем дороже ворованная машина, тем выше риск обанкротиться после оплаты штрафа. С другой стороны, при заказе машины у бандитов доступны все модели и варианты окраски.

### Соперники
Конкуренты игрока, которые появляются только во время перевозки грузов со складских терминалов или автогонок на «Кольце»: минимальное количество 5 (при минимальном трафике), максимальное — 8 (при максимальном трафике). Главная цель их — привезти груз раньше всех или первыми прийти к финишу на автогонках, тем самым не дав игроку получить лицензию за наем и больше денег за доставку грузов, а в автогонках и вовсе оставить игрока помимо лицензии и без гонорара. При перевозке грузов можно связаться с соперниками по рации (если они рядом с игроком будут) и предложить за определённую плату притормозить или вовсе сбросить груз, тем самым выбыть из гонок. В большинстве случаев они отказываются принять предложение игрока, но если соглашаются — то только просьбу сбросить груз точно выполнят. Просьбу притормозить могут и не выполнить после получения денег с игрока. На автогонках связаться с соперниками также можно по рации, но тут ничего предложить им нельзя. При перевозке грузов не с основных складских терминалов — соперники отсутствуют.

## Автомобили

### Автопарк
В игре представлено 35 моделей автомобилей — 13 легковых и 22 грузовых (фургоны и седельные тягачи), отличающиеся как по мощности, так и по иным характеристикам. На большинство автомобилей были получены лицензии от фирм-производителей, остальные машины являются стереотипными или собирательными образами автомобилей данных классов. Представлены:

#### Лицензированные автомобили
- DAF 95XF (варианты тягача и фургона)[5]
- Mercedes-Benz Actros (варианты тягача и фургона)[2]
- Renault Magnum (варианты тягача и фургона)[2][6]
- Scania R124LA (варианты тягача и фургона)[3]
- Volvo FH12 (варианты тягача и фургона)[2][3]
- ЗИЛ-133540 (только фургон)[3] — предположительно, создан на основе ЗИЛ-133Г40[8]
- ГАЗель-33021 (только фургон)[5]
- КамАЗ-54115 (только фургон)[5]
- ЗИЛ-5423 (только тягач)[3]
- КамАЗ-6460 (только тягач)[5]
- Freightliner Century[англ.] (только тягач)
- Kenworth T2000 (только тягач)[3][5]
- Mack Vision (только тягач)[3]
- Navistar International 9200i Eagle (только тягач)
- Peterbilt 379 (только тягач)[3]
- BMW M5 (в первом издании доступен только после победы игрока)
- Кайман (в первом издании доступен только мафии)
- ГАЗ-2705 (в первом издании доступен только после победы игрока)
- ГАЗ-3110 (доступен только после победы игрока)

#### Нелицензированные автомобили
- Фиат (доступен только после победы игрока) — прототипом послужил Fiat 124
- Марера (доступен только после победы игрока) — возможным прототипом мог быть Fiat Marea
- Тойота (доступен только после победы игрока) — возможным прототипом мог быть Toyota Avensis
- Меган (доступен только после победы игрока) — возможным прототипом мог быть Renault Megane
- Storm T2310 (варианты тягача и фургона)[6] — прототипом послужил МАЗ-7410
- Сафари (в первом издании доступен только после победы игрока) — прототипом послужил Nissan Patrol
- Джип (в первом издании доступен только после победы игрока, или путем изменения параметра cartruck в файле truck.ini с 0 на 1) — прототипом послужил Toyota Hilux
- Пикап (в первом издании доступен только после победы игрока) — прототипом послужил Toyota Hilux
- Вэн (доступен только после победы игрока) — прототипом послужил Mitsubishi Delica
- Мини (доступен только после победы игрока) — прототипом послужил Citroen 2CV
- Автобус (доступен только после победы игрока) — прототипом послужил Mercedes-Benz Tourismo

### Обслуживание
Игрок начинает игру, как правило, на фургоне ЗИЛ. Игроку предстоит постоянно дозаправлять свою машину на АЗС, а в случае поломок и повреждений ремонтировать на СТО. На этих же СТО возможно модернизировать автомобиль, что повысит его характеристики и позволит также избегать ряда проблем на дороге. Физика самих автомобилей варьируется от уровня сложности: существует упрощённый уровень «Аркада» и более сложный и близкий к реальности «Симулятор», которые показывают, как сильно будут меняться характеристики машины при езде по разным типам поверхности. Игрок может продать свой автомобиль, пересев на другую машину: минимальная стоимость исправной и не ворованной машины составляет 16 тысяч долларов, максимальная — 118 тысяч долларов. Если новая машина стоит дороже, игроку придётся доплатить разницу в цене, если дешевле — игрок получит разницу в цене на счёт. Стоимость машины возрастает, если на неё устанавливаются модификации. Чем выше грузоподъёмность приобретённой машины, тем больше возможно загрузить товаров в фургон или прицеп и тем больше будет вознаграждение за доставку (это касается и Super Cargo).

## Многопользовательский режим
В игре присутствует многопользовательский режим. В нем доступны гонки по той же трассе «Кольцо» (но выезд из нее закрыт), «Триал» (гонки в районе Алмазного; выезд из пустыни перекрыт скалой) и «Автобол» (нужно закатить огромный мяч в нужные ворота, первым получив 1000 долларов). Если в «Триале» подъехать к диспетчерской или базе в Алмазном, то игра вылетает.
Другие игроки могут присоединиться только по коммутируемому подключению, и при других типах подключения игра возможна только по локальной сети.

## Саундтрек
Саундтрек к игре написан российской хэви-метал-группой «Ария», он состоит из 12 инструментальных версий её песен. Битрейт — 80 килобит в секунду. Саундтрек был выпущен отдельно, а также идёт в составе 2-го, дополненного издания игры. Разные части саундтрека использовались в различных частях игры. Так, например, во вступительном ролике, где игрок подвозит уезжающего дальнобойщика, можно услышать играющую в машине песню «Мечты», во вступительном ролике использована песня «Тореро», в демо-ролике — «Встань, страх преодолей», в инструкции к игре (в старых версиях) — «Следуй за мной!».
Часть треков представляет собой просто аккомпанемент к песне без вокала («Химера», «Следуй за мной», «Без тебя», «Волонтёр», «Это рок»), в части вокал сыгран на электро- («Воля и разум») или акустической («Тореро») гитаре, а в некоторых вокальная партия была изменена и сыграна на электрогитаре («Грязь», «Дьявольский зной», «Мечты», «Небо тебя найдёт»). В песне «Встань, страх преодолей» в куплетах — инструментальная часть песни, в припеве — вокальная партия, сыгранная на электрогитаре.
В записи саундтрека не участвовал бас-гитарист Виталий Дубинин, хотя большая часть музыкального материала группы принадлежит именно ему. Это связано с тем, что большая часть записи происходила без него (он уезжал в отпуск). Партии баса вместо него записал Алик Грановский.

### Список композиций
1. Химера — 05:01
2. Встань, страх преодолей — 03:31
3. Волонтёр — 03:06
4. Грязь — 04:44
5. Без тебя — 04:24
6. Это рок — 03:31
7. Дьявольский зной — 04:56
8. Тореро — 04:36
9. Мечты — 04:33
10. Воля и разум — 03:34
11. Следуй за мной — 04:40
12. Небо тебя найдёт — 02:59

## Отзывы
| Русскоязычные издания | Русскоязычные издания |
| Издание               | Оценка                |
| --------------------- | --------------------- |
| Absolute Games        | 85 %                  |
| Game.EXE              | 4/5 3,9/5             |
| «Игромания»           | 8,0/10                |

### Game.EXE
Андрей «Хорнет» Ламтюгов сравнил «Дальнобойщиков 2» с космическим симулятором Elite, отметив открытый мир «Дальнобойщиков» в качестве серьёзного плюса игры, саундтрек к игре и саму концепцию (в том числе такой элемент игры, как «хрупкость груза», который был заимствован из самой первой игры). При этом он остался неудовлетворённым AI других автомобилей и отсутствием более-менее очевидной сюжетной линии. Александр Вершинин отметил некую идеалистичность игры от «кочующих грузов» до идеально работающих АЗС и СТО, но при этом достаточно жёсткую экономическую систему, в рамках которой неустойка взимается с водителя вне зависимости от того, когда он откажется везти груз, и жёсткую игровую физику, по законам которой любое столкновение игрока со светофором или камерой может привести к повреждению груза.

### Страна игр
На мой взгляд, самым привлекательным в «Дальнобойщиках 2» окажется масса неожиданностей, которые поджидают нас в пути. Нет ничего веселее момента, когда заканчивается бензин и грузовик глохнет в двух метрах от заправочной станции. Что уж там говорить о различнейших авариях, внезапно подворачивающихся квестах и коварных бандитах!
Игра должна оказаться незаурядной и с точки зрения графики. Очень аккуратные, неразмазанные модели грузовиков, уходящий в бесконечность горизонт, даже весьма необычные световые эффекты — все это как нельзя лучше должно подойти к симулятору грузовиков. Ради справедливости стоит отметить, что текстуры в игре не отличаются большим разнообразием. Понятно, конечно, что иначе и быть не может, ведь территория по-настоящему огромна, при этом она не подгружается кусками каждые пять минут, а загружается вся сразу.
Огромным достоинством «Дальнобойщиков 2» должно оказаться музыкальное оформление. Дело в том, что музыка для игры была написана группой «Ария», которая в представлении, разумеется, не нуждается. Тяжелые треки сами по себе вызывают ассоциацию с пыльными дорогами, запахом бензина и ревом мотора.

Уже сейчас у нас нет никаких сомнений в том, что «Дальнобойщики 2» на этот раз не только оправдают связанные с ними надежды, но и станут на долгое время своеобразным эталоном гоночных симуляторов. По крайней мере, отношение разработчиков к сиквелу иначе как образцовым назвать нельзя.— Дмитрий Эстрин, «Страна Игр», № 64, стр. 38

### AG.ru
Обозреватель MadTarakan поставил игре оценку 85 % при средней оценке игроков в 82 %, отметив, что разработчики исправили ошибки первой игры и смогли сделать её не только аналогом Elite, но и превзойти Motor City и Carmageddon в плане открытого мира и игровой свободы. Он выделил игровую систему зарабатывания денег при перевозках в сочетании с возможным влиянием других машин на исход такой гонки, различные особенности управления фургонами и тягачами и реализацию погоды и смены времени суток. В качестве недостатков он выделил невысокий уровень AI и слабую графическую оптимизированность. По мнению MadTarakan, работа 1С и SotfLab-NSK позволяли рассчитывать на выпуск именно этими компаниями новых потенциально популярных в России компьютерных игр.

### Игромания
Екатерина Кармова оценила игру на 8 баллов по 10-балльной шкале, отметив свободу действий для игрока, как в играх Elite и PRivateer. Также она выделила преимущества в виде «побочных квестов» (контейнеры, перевозка топлива и прицепы с товарами), вполне высокий уровень AI и некоторые «навороченные» скрипты. Из недостатков она отметила «скудноватые и однообразные» пейзажи и наличие багов.

## Комментарии
1. ↑  Иногда без груза можно проехать контролируемый вертолётом участок задним ходом — в этом случае вертолёт не будет стрелять — миновав зону, дальше в Алмазный можно ехать обычно, передним ходом
2. ↑  При выборе окраски Джипа после второго щелчка по кнопке «Цвет» игрока может перенаправить на следующий автомобиль в списке, что объясняется тем, что не у всех продавцов можно заказать Пикап (тот же Джип, но с другими колёсами, задней частью кузова и вариантами окраски), который при удачном раскладе появится после второго щелчка